# أندرسون كاردونا
أندرسون كاردونا (بالإسبانية: Anderson Cardona)‏ هو لاعب إسكواش كولومبي، ولد في 7 يونيو 1988 في كالي في كولومبيا.

## وصلات خارجية
- أندرسون كاردونا على موقع SquashInfo.com (الإنجليزية)